# Toppsundet
Toppsundet er sundet som skiller Grytøya og Hinnøya i Troms og Finnmark. Sundet er ca. 3 km bredt. Øst i Toppsundet ligger den lille Kjeøya. Sundet krydses af færgen mellem Stornes på Hinnøya og Bjørnerå på Grytøya. Tidligere gik der også færge mellem Stornes og Alvestad på Grytøya.
Hurtigruten går gennem Toppsundet på vej mellem Risøyhamn og Harstad.
11. juli 1941 gik det norske dampskib Landego på en mine og sank i Toppsundet under arbejdet med at udlægge kabler for tyskerne. Syv nordmænd og to tyskere omkom i ulykken.
68°53′25.760″N 16°22′27.966″Ø / 68.89048889°N 16.37443500°Ø